# Лифаново (Московская область)
Лифаново — деревня в Дмитровском районе Московской области, в составе сельского поселения Якотское. Население — 12 чел. (2010). В 1954—1958 годах — центр Лифановского сельсовета. В 1994—2006 годах Лифаново входило в состав Слободищевского сельского округа.

## Расположение
Деревня расположена в северо-восточной части района, примерно в 16 км к северо-востоку от Дмитрова, на правом берегу реки Шибовки (левый приток Дубны), высота центра над уровнем моря 158 м. Ближайшие населённые пункты — Михеево-Сухарево на противоположном берегу реки, Тимошкино на северо-западе и Ковригино на юго-западе.

## Население
| 2002 | 2006 | 2010 |
| ---- | ---- | ---- |
| 2    | ↗3   | ↗12  |